# Верхня Катанга
Верхня Катанга (фр. Haut-Katanga) - провінція Демократичної Республіки Конго, розташована на півдні країни. Адміністративний центр - місто Лубумбаші.

## Географія
До конституційної реформи 2005 Верхня Катанга була частиною колишньої провінції Катанга. Провінція є одним з найважливіших в Африці центрів з видобутку міді.
Населення провінції - 3 960 945 чоловік (2005) .

## Адміністративний поділ

### Міста
- Лубумбаші
- Лікасі

### Території
- Камбове
- Касенга
- Кіпуші
- Мутшатша
- Мітваба
- Пвето
- Саканіа